# Associazione Calcio Bolzano 1954-1955
Questa voce raccoglie le informazioni riguardanti l'Associazione Calcio Bolzano nelle competizioni ufficiali della stagione 1954-1955.

## Rosa
| N. |                   | Ruolo | Calciatore       |
| -- | ----------------- | ----- | ---------------- |
|    | Italia (bandiera) | A     | Otello Badiali   |
|    | Italia (bandiera) | D     | Giovanni Bertani |
|    | Italia (bandiera) | D     | Andrea Camozzi   |
|    | Italia (bandiera) | D     | Bruno Capra      |
|    | Italia (bandiera) | A     | Caprioli         |
|    | Italia (bandiera) | D     | Mario Cocco      |
|    | Italia (bandiera) | C     | Enrico Conca     |
|    | Italia (bandiera) | A     | Italo Corradino  |
|    | Italia (bandiera) | D     | Fernando Dalfini |
|    | Italia (bandiera) | A     | Nereo Fochesato  |
|    | Italia (bandiera) | C     | Ugo Gadaldi      |
|    | Italia (bandiera) | D     | Paolo Guaschino  |

| N. |                   | Ruolo | Calciatore      |
| -- | ----------------- | ----- | --------------- |
|    | Italia (bandiera) | P     | Gastone Lenzi   |
|    | Italia (bandiera) | C     | Pietro Leoni    |
|    | Italia (bandiera) | D     | Magni           |
|    | Italia (bandiera) | D     | Nilo Negri      |
|    | Italia (bandiera) | C     | Marino Panzani  |
|    | Italia (bandiera) | A     | Giuseppe Perini |
|    | Italia (bandiera) | A     | Pisetta         |
|    | Italia (bandiera) | C     | Pugliani        |
|    | Italia (bandiera) | P     | Sergio Rizzotto |
|    | Italia (bandiera) | A     | Mario Sguaitzer |
|    | Italia (bandiera) | C     | Bruno Tosadori  |
|    | Italia (bandiera) | A     | Luigi Turrini   |